# St John's, Castlerigg and Wythburn
 (mai 2024).
St John's, Castlerigg and Wythburn est une paroisse civile de Cumbria, située dans le nord-ouest de l'Angleterre.